# Cristo abrazado a la cruz (El Greco, MNAC Barcelona)
Cristo abrazado a la cruz o Cristo con la cruz a cuestas es un lienzo realizado por Doménikos Theotocópuli,conocido como el Greco. Actualmente forma parte de la colección del Museo Nacional de Arte de Cataluña.

## Tema de la obra
Esta obra se puede interpretar como un descanso en el trayecto de Jesús de Nazaret por la Vía Dolorosa, camino del Monte Calvario. Pero quizás la cruz simbolice en este caso la tarea individual para superar las dificultades —especialmente espirituales— que plantea la vida cotidiana. Tal vez esta pintura recoge la cita del evangelio de Mateo 16:24:
"Entonces dijo Jesús a sus discípulos: Si alguno quiere venir en pos de mí, niéguese a sí mismo, tome su cruz y sígame."  

## Introducción
En el catálogo razonado de obras del Greco, realizado por Wethey, constan diez pinturas —consideradas autógrafas del maestro— que representan esta iconografía, formando tres tipologías. Cinco de ellas conforman la primera variante, siendo la presente una de ellas. Las otras cuatro están descritas en el enlace Cristo abrazado a la cruz, New York).

## Análisis de la obra

### Datos técnicos y registrales
- Barcelona, Museo Nacional de Arte de Cataluña. n º. de catálogo: 065577-000;[5]
- Pintura al óleo sobre lienzo;
- Dimensiones: 105 x 67 cm, según Wethey (106,4 x 69, cm según el museo);
- Datación: hacia 1590-95;[6]
- Firmada con letras griegas en cursiva, al pie de la Cruz, restauradas deficientemente: δομήνικος θεοτοκóπουλος ε'ποíει.
- Consta en el catálogo de Wethey con el n º.54, y Tiziana Frati lo cita con la referencia 79-e.[7]

### Comentario sobre la obra
La cabeza está pintada con sutiles transparencias, y está bien conservada, como también lo están la túnica azul y el manto rosado, en excelentes condiciones. Los dedos y las uñas han sido retocados. La firma, especialmente en las dos últimas palabras, fue deficientemente restaurada.

## Procedencia
- Miguel Borondo, Madrid (1897);
- Aureliano de Beruete (Madrid);
- Santiago Espona (Barcelona);
- Legado al Museo el año 1958.[9]